# Мідянка (Юр'янський район)
Мідя́нка (рос. Медянка) — селище у складі Юр'янського району Кіровської області, Росія. Входить до складу Підгорцівського сільського поселення.
Населення становить 12 осіб (2010, 24 у 2002).
Національний склад станом на 2002 рік — росіяни 88 %.